# Abbie Neal
Esther „Abbie“ Neal (* 4. April 1918 in Brookville, Pennsylvania; † 15. Februar 2004 in Reno, Nevada) war eine US-amerikanische Country-Musikerin. Neal leitete in den 1950er-Jahren ihre Band, Abbie Neal and the Ranch Girls, und war Star des WWVA Jamborees.

## Leben

### Kindheit und Jugend
Abbie Neal wurde 1918 im Jefferson County, Pennsylvania, geboren und kam mit Musik bereits sehr früh in Berührung. Bereits mit sieben Jahren trat sie mit ihrem Bruder in Kirchen auf und gewann mit zehn einen Fiddle Contest. In ihrer Jugend spielte sie auf lokalen Barn Dances, widmete sich dann aber der klassischen Violine.

### Karriere
Ihr erstes professionelles Engagement hatte Abbie Neal im Du Boise Symphony Orchestra als Violinistin. Doch als der Country-Sänger Cowboy Phil Reed eine neue Band zusammenstellte, um die Sons of the Golden West zu ersetzen, kehrte Neal zurück zu ihren musikalischen Wurzeln und schloss sich Reeds Golden West Girls an, mit denen sie 13 Jahre lang spielte und über den Radiosender WHJB zu hören war.
1945 unternahm Neal zusammen mit den Golden West Girls eine Tournee für die US-Truppen im Pazifik, während der sie unter anderem in Japan, Hawaii und Korea auftraten. Nachdem Neal die Golden West Girls verlassen hatte, leitete sie einige Zeit die Wilkens Westernaires, bevor sie ihre eigene Band, die Ranch Girls, gründete. Die Ranch Girls bestanden neben Neal (Gesang/Fiddle/Gitarre/Steel Guitar) aus June Mayes (Gitarre/Schlagzeug), Joni Lee (Akkordeon), Lois Floyd (Kontrabass/Gitarre), Betty Brent (Gitarre) und Jaye Hartley (Gitarre). Mit ihnen avancierte Neal in den 1950er-Jahren zu einer gefragten Live-Band. Sie wurde zum Star des WWVA Jmaborees in Wheeling, West Virginia, hatte eine eigene TV-Show auf WJAC in Johnstown, Pennsylvania, war unter anderem über KQV, WAMO und KDKA inj Pittsburgh zu hören und trat ab 1955 auch im Old Dominion Barn Dance auf. Auch in den Ensembles des Big D Jamborees aus Dallas und des Iowa Barn Dance Frolics aus Des Moines waren Neal und die Ranch Girls vertreten.
Ihre wohl ersten Plattenaufnahmen machte Neal mit den Ranch Girls bei dem in Wheeling ansässigen gleichnamigen Label Wheeling Records. Ab 1956 folgten weitere Singles für das ebenfalls in Wheeling aktive Label Admiral Records. Diese Songs waren – entgegen Neals sonstigem Stil – am Rockabilly angelehnt. Ein gutes Beispiel bietet hier Hillbilly Beat aus dem Jahr 1956.
1958 verließen Neal und die Ranch Hands ihre angestammten Wirkungsorte Wheeling sowie Pennsylvania und verlagerten ihre Aktivitäten nach Nevada. Dort traten sie weiterhin in Las Vegas, Reno und Elko auf. Die ersten Engagements waren im Mapes Hotel, später waren sie auch regelmäßig im Riverside Hotel und Holiday Hotel zu sehen sowie die Hausband des Silver State. 1975, nach langer Zeit im Golden Nugget in Las Vegas, verließ Neal das Musikgeschäft und setzte sich zur Ruhe. Sie starb 2004 im Alter von 85 Jahren.

## Diskographie
|                         | It's No Joke / Forgive                                   | Wheeling 1100    |
|                         | Won't You Believe Me / A Troubled Mind, a Tortured Heart | Wheeling 1101    |
| 1956                    | He Wears My Wedding Band / Newton's Law                  | Admiral 45-1001  |
| 1956                    | I'll Take Back That Heartache / Hillbilly Beat           | Admiral 45-15000 |
| 1957                    | If Again / Until I Dream                                 | Admiral 45-1006  |
| Unveröffentlichte Titel |                                                          |                  |
|                         | - I Can't Help It                                        | Live-Aufnahme    |